# Nikola Džono
Nikola Džono, hrvatski reprezentativni rukometaš
Sudionik SP do 19 održanog 2005. u Kataru na kojem je osvojio broncu.